# Dia de São Jorge
O Dia de São Jorge é celebrado por várias nações para quem São Jorge é o santo patrono. Entre os países que comemoram a data, destacam-se Portugal, Reino Unido, Geórgia e Bulgária.
No Reino Unido, o Dia de São Jorge é também o Dia Nacional. O Dia de São Jorge é também comemorado localmente na cidade do Rio de Janeiro, na Terra Nova (província do Canadá), na Catalunha (região da Espanha), na região de Gora (entre a Albânia, o Kosovo e a Macedônia do Norte, pelos goranos) e em Adis Abeba (capital da Etiópia, pela Igreja Copta Ortodoxa Etíope).
Muitos países celebram a festa de São Jorge em 23 de abril, que é a data tradicionalmente aceite do falecimento do santo.
No Rio de Janeiro, o Dia de São Jorge, feriado estadual, é um dia de festas populares, tais como feijoadas e queima de fogos, entre outras comemorações.